# Pistola Obregón
La pistola Obregón era una pistola semiautomàtica mexicana dissenyada a mitjans de la dècada de 1930 per l'enginyer mecànic Alejandro Obregón. Utilitzava la mateixa munició de calibre .45 (.45 ACP) que la pistola americana M1911, i la seva aparença general, pes i mida eren similars. A pesar de les seves semblances, el sistema de retrocés simple que operaven aquestes armes era diferent. El sistema de foc era més similar a la pistola austrohongaresa Steyr M1912 que a la nord-americana Colt M1911.
Una de les curiositats del disseny d'Obregón era que el sistema del segur de l'arma i el blocador de la corredora eren una mateixa peça. Alguns centenars d'aquestes armes van ser produïdes a l'Armeria Nacional de Mèxic DF durant la dècada de 1930, però no va tindre gaire fama en les vendes ni va ser introduïda per a la seva producció per part del govern mexicà.